# La Caille
Pour les articles homonymes, voir Caille (homonymie).
La Caille (ou La calha, Lo calhé, O calha, o bèla calha) est le nom donné à un ensemble de chansons à écouter ou à danser partageant le même thème, une partie du texte ou de la musique, ou ayant des paroles ou une musique proches. La forme la plus commune est celle d’une bourrée à trois temps. En raison de sa transmission orale, il est impossible de définir une version originale.
Il existe un enregistrement historique de Léon Branchet datant de 1914. Elle fait partie des Chants d'Auvergne de Joseph Canteloube. Elle est mentionnée par Johannès Plantadis dans son ouvrage La Chanson populaire du Limousin.